# Малая Дубна (река)
Ма́лая Дубна́ — река в Московской области России, левый приток Большой Дубны.
Образуется слиянием рек Мысовки и Сафонихи, впадает в Большую Дубну в 2 км ниже деревни Малая Дубна.
Длина — 9 км, вместе с рекой Мысовкой — 14 км. Река и оба её истока текут в естественном русле. Равнинного типа. Питание преимущественно снеговое. Малая Дубна обычно замерзает в середине ноября, вскрывается в середине апреля:7—8. Живописные старые боры по берегам реки представляют интерес для туристов, но следует учитывать значительную заболоченность берегов.